# Strigopagurus
Strigopagurus is een geslacht van kreeftachtigen uit de klasse van de Malacostraca (hogere kreeftachtigen).

## Soorten
- Strigopagurus bilineatus Forest, 1995
- Strigopagurus boreonotus Forest, 1995
- Strigopagurus elongatus Forest, 1995
- Strigopagurus poupini Forest, 1995
- Strigopagurus strigimanus (White, 1847)